# La Foire d'empoigne
La Foire d'empoigne est une pièce de théâtre de Jean Anouilh créée à la Comédie des Champs-Élysées de Paris le 11 janvier 1962.
Elle fait partie des Pièces costumées avec L'Alouette (1953) et Becket ou l'Honneur de Dieu (1959).

## Comédie des Champs-Élysées,1962
Du 11 janvier au 20 octobre 1962 à la Comédie des Champs-Élysées (211 représentations).
- Mise en scène : Jean Anouilh et Roland Piétri
- Décors et costumes : Jean-Denis Malclès
- Personnages et interprètes :
  - Louis XVIII - Napoléon : Paul Meurisse ;
  - Fouché : Henri Virlogeux ;
  - D'Anouville : Antoine Fontaine ;
  - Le Duc de Blacas : Léo Peltier ;
  - Le Maréchal : Hubert Buthion ;
  - Le factionnaire anglais - Le factionnaire français : Marius Balbinot ;
  - Le sergent anglais - Le sergent français : Gabriel Gobin.

## Théâtre de la Madeleine,1988
Du 9 septembre 1988 au 11 mai 1989 au théâtre de la Madeleine.
- Mise en scène : Nicole Anouilh
- Décors et costumes : Jean-Denis Malclès
- Personnages et interprètes :
  - Louis XVIII - Napoléon : Jean Desailly
  - Fouché : Jacques François
  - D'Anouville : Olivier Rodier
  - Le Duc de Blacas : Jean Parédès
  - Le Maréchal : Michel Bertay
  - Le factionnaire anglais - Le factionnaire français : Jerry Di Giacomo
  - Le sergent anglais - Le sergent français : Paul Bisciglia
- Roustan : Piotr Stanislawski ;
- Yves Lalonde.

## Publication
Le texte de la pièce est publié aux Éditions de la Table ronde.